# NHL Stadium Series 2023

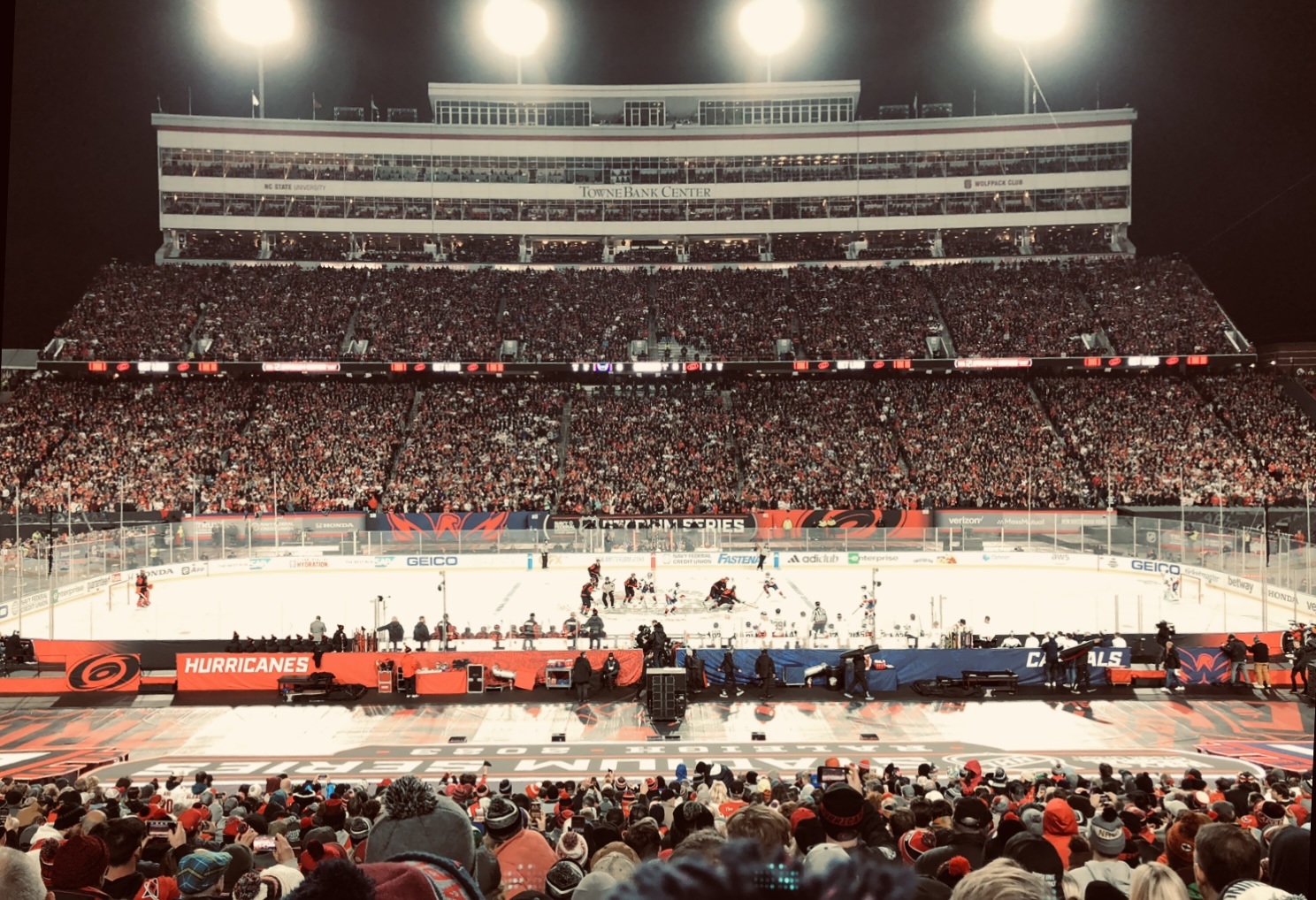
Direkt efter första nedsläpp på Carter-Finley Stadium i Raleigh, North Carolina i USA den 18 februari 2023.

Navy Federal Credit Union NHL Stadium Series 2023 var ett sportarrangemang i den nordamerikanska ishockeyligan National Hockey League (NHL) där en grundspelsmatch spelades utomhus mellan Carolina Hurricanes och Tampa Bay Lightning på Carter-Finley Stadium i Raleigh, North Carolina i USA den 18 februari 2023.

## Matchen

### Laguppställningarna
| Vänsterforwards   | Centrar            | Högerforwards   |
| ----------------- | ------------------ | --------------- |
| Andrej Svetjnikov | Sebastian Aho (A)  | Seth Jarvis     |
| Teuvo Teräväinen  | Jesperi Kotkaniemi | Martin Nečas    |
| Jordan Martinook  | Jordan Staal (C)   | Jesper Fast     |
| Stefan Noesen     | Paul Stastny       | Derek Stepan    |
| Backar            |                    | Backar          |
| Jaccob Slavin (A) |                    | Brent Burns     |
| Brady Skjei       |                    | Brett Pesce     |
| Calvin de Haan    |                    | Jalen Chatfield |
|                   | Målvakter          |                 |
|                   | Frederik Andersen  |                 |
|                   | Antti Raanta       |                 |
|                   | Tränare            |                 |
|                   | Rod Brind'Amour    |                 |

| Vänsterforwards | Centrar               | Högerforwards       |
| --------------- | --------------------- | ------------------- |
| Sonny Milano    | Jevgenij Kuznetsov    | Tom Wilson (A)      |
| Conor Sheary    | Nicklas Bäckström (A) | Marcus Johansson    |
| Anthony Mantha  | Dylan Strome          | T.J. Oshie (A)      |
| Garnet Hathaway | Lars Eller            | Nicolas Aubé-Kubel  |
| Backar          |                       | Backar              |
| Erik Gustafsson |                       | Trevor van Riemsdyk |
| Dmitrij Orlov   |                       | Nick Jensen         |
| Matt Irwin      |                       | Martin Fehérváry    |
|                 | Målvakter             |                     |
|                 | Darcy Kuemper         |                     |
|                 | Charlie Lindgren      |                     |
|                 | Tränare               |                     |
|                 | Peter Laviolette      |                     |

### Resultatet
| 889 | 18 februari 2023 | Carolina Hurricanes | 4 – 1   | Washington Capitals                                                                     | Carter-Finley Stadium | |
|     |                  | Första perioden: Jesperi Kotkaniemi (02:11) Assists: Teräväinen, Nečas Andra perioden: Paul Stastny (05:47) Assists: Chatfield, Martinook Martin Nečas (PP) (08:48) Assists: Burns, Kotkaniemi Teuvo Teräväinen (11:17) Assists: Nečas, Andersen Tredje perioden: — | Rapport | Första perioden: — Andra perioden: — Tredje perioden: (10:32) Tom Wilson Assist: Milano | Raleigh, North Carolina, USA Publik: 56 961 Domare: Frédérick L’Écuyer, Justin St Pierre Linjedomare: Ryan Daisy, James Tobias | Raleigh, North Carolina, USA Publik: 56 961 Domare: Frédérick L’Écuyer, Justin St Pierre Linjedomare: Ryan Daisy, James Tobias |
|     |                  | |         |                                                                                         | Raleigh, North Carolina, USA Publik: 56 961 Domare: Frédérick L’Écuyer, Justin St Pierre Linjedomare: Ryan Daisy, James Tobias | Raleigh, North Carolina, USA Publik: 56 961 Domare: Frédérick L’Écuyer, Justin St Pierre Linjedomare: Ryan Daisy, James Tobias |
|     |                  | |         |                                                                                         | Raleigh, North Carolina, USA Publik: 56 961 Domare: Frédérick L’Écuyer, Justin St Pierre Linjedomare: Ryan Daisy, James Tobias | Raleigh, North Carolina, USA Publik: 56 961 Domare: Frédérick L’Écuyer, Justin St Pierre Linjedomare: Ryan Daisy, James Tobias |

#### Matchstatistik
|                     | Carolina Hurricanes | Washington Capitals |
| ------------------- | ------------------- | ------------------- |
| Powerplay           | 1/4                 | 0/2                 |
| Tacklingar          | 12                  | 25                  |
| Vunna tekningar (%) | 50                  | 50                  |
| Blockerade skott    | 6                   | 22                  |
| Utvisningsminuter   | 9                   | 13                  |

| Period | Carolina Hurricanes | Washington Capitals |
| ------ | ------------------- | ------------------- |
| Första | 10                  | 7                   |
| Andra  | 12                  | 8                   |
| Tredje | 13                  | 10                  |
| Totalt | 35                  | 25                  |

#### Utvisningar
| Spelare           | Utvisning       | Utvisningsminuter | Tid             |
| Första perioden   | Första perioden | Första perioden   | Första perioden |
| ----------------- | --------------- | ----------------- | --------------- |
| Jesper Kotkaniemi | Hakning         | 2:00              | 03:44           |
| Brady Skjei       | Tripping        | 2:00              | 10:59           |
| Andra perioden    |                 |                   |                 |
| Jordan Martinook  | Slagsmål        | 5:00              | 13:36           |
| Tredje perioden   |                 |                   |                 |
| Källa:            |                 |                   |                 |

| Spelare                                            | Utvisning       | Utvisningsminuter | Tid             |
| Första perioden                                    | Första perioden | Första perioden   | Första perioden |
| -------------------------------------------------- | --------------- | ----------------- | --------------- |
| Dmitrij Orlov                                      | Tripping        | 2:00              | 13:38           |
| Andra perioden                                     |                 |                   |                 |
| Nicklas Bäckström                                  | Tripping        | 2:00              | 01:33           |
| Jevgenij Kuznetsov                                 | Hög klubba      | 2:00              | 07:16           |
| Anthony Mantha                                     | Cross-checking  | 2:00              | 13:36           |
| Anthony Mantha                                     | Slagsmål        | 5:00              | 13:36           |
| Tredje perioden                                    |                 |                   |                 |
| Termer: Förseelser som leder till utvisningsstraff |                 |                   |                 |

### Statistik

#### Carolina Hurricanes

##### Utespelare
| Spelare            | Mål | Assists | Poäng | +/− | Utvisningsminuter | Skott | Vunna tekningar (%) | Tacklingar | Tid på isen |
| ------------------ | --- | ------- | ----- | --- | ----------------- | ----- | ------------------- | ---------- | ----------- |
| Martin Nečas       | 1   | 2       | 3     | 2   | 0                 | 4     | 0                   | 1          | 15:03       |
| Jasperi Kotkaniemi | 1   | 1       | 2     | 2   | 2                 | 1     | 38                  | 1          | 14:13       |
| Teuvo Teräväinen   | 1   | 1       | 2     | 2   | 0                 | 3     | 50                  | 0          | 14:29       |
| Paul Stastny       | 1   | 0       | 1     | 1   | 0                 | 2     | 64                  | 0          | 10:44       |
| Brent Burns        | 0   | 1       | 1     | 0   | 0                 | 2     | —                   | 0          | 20:45       |
| Jalen Chatfield    | 0   | 1       | 1     | 2   | 0                 | 3     | —                   | 1          | 14:25       |
| Jordan Martinook   | 0   | 1       | 1     | 0   | 5                 | 2     | 0                   | 0          | 14:26       |
| Sebastian Aho      | 0   | 0       | 0     | 0   | 0                 | 4     | 52                  | 0          | 22:14       |
| Calvin de Haan     | 0   | 0       | 0     | +2  | 0                 | 2     | —                   | 3          | 15:37       |
| Jesper Fast        | 0   | 0       | 0     | –1  | 0                 | 1     | 0                   | 1          | 14:27       |
| Seth Jarvis        | 0   | 0       | 0     | 0   | 0                 | 3     | —                   | 0          | 19:33       |
| Stefan Noesen      | 0   | 0       | 0     | 0   | 0                 | 0     | 100                 | 2          | 11:37       |
| Brett Pesce        | 0   | 0       | 0     | 0   | 0                 | 3     | —                   | 0          | 18:48       |
| Brady Skjei        | 0   | 0       | 0     | 0   | 2                 | 1     | —                   | 0          | 22:42       |
| Jaccob Slavin      | 0   | 0       | 0     | 0   | 0                 | 1     | —                   | 0          | 20:32       |
| Jordan Staal       | 0   | 0       | 0     | –1  | 0                 | 1     | 44                  | 0          | 16:43       |
| Derek Stepan       | 0   | 0       | 0     | +1  | 0                 | 0     | 60                  | 0          | 08:17       |
| Andrej Svetjnikov  | 0   | 0       | 0     | 0   | 0                 | 2     | —                   | 3          | 21:25       |
| Källa:             |     |         |       |     |                   |       |                     |            |             |

##### Målvakt
| Spelare           | Skott mot sig | Räddningar | Insläppta mål | Räddningsprocent | Utvisningsminuter | Tid på isen |
| ----------------- | ------------- | ---------- | ------------- | ---------------- | ----------------- | ----------- |
| Frederik Andersen | 25            | 24         | 1             | 0,960            | 0                 | 60:00       |
| Källa:            |               |            |               |                  |                   |             |

#### Washington Capitals

##### Utespelare
| Spelare             | Mål | Assists | Poäng | +/− | Utvisningsminuter | Skott | Vunna tekningar (%) | Tacklingar | Tid på isen |
| ------------------- | --- | ------- | ----- | --- | ----------------- | ----- | ------------------- | ---------- | ----------- |
| Tom Wilson          | 1   | 0       | 1     | 0   | 0                 | 3     | 100                 | 2          | 14:20       |
| Sonny Milano        | 0   | 1       | 1     | 0   | 0                 | 2     | —                   | 0          | 12:46       |
| Nicolas Aubé-Kubel  | 0   | 0       | 0     | –1  | 0                 | 1     | 0                   | 1          | 09:52       |
| Nicklas Bäckström   | 0   | 0       | 0     | 0   | 2                 | 0     | 47                  | 1          | 17:29       |
| Lars Eller          | 0   | 0       | 0     | 0   | 0                 | 0     | 42                  | 0          | 13:43       |
| Martin Fehérváry    | 0   | 0       | 0     | 0   | 0                 | 1     | —                   | 4          | 18:24       |
| Erik Gustafsson     | 0   | 0       | 0     | 0   | 0                 | 3     | —                   | 1          | 21:17       |
| Garnet Hathaway     | 0   | 0       | 0     | 0   | 0                 | 2     | 0                   | 2          | 11:28       |
| Matt Irwin          | 0   | 0       | 0     | 0   | 0                 | 2     | —                   | 2          | 10:23       |
| Nick Jensen         | 0   | 0       | 0     | –2  | 0                 | 1     | —                   | 4          | 20:38       |
| Marcus Johansson    | 0   | 0       | 0     | –1  | 0                 | 1     | 100                 | 1          | 17:06       |
| Jevgenij Kuznetsov  | 0   | 0       | 0     | 0   | 2                 | 1     | 60                  | 0          | 16:00       |
| Anthony Mantha      | 0   | 0       | 0     | –1  | 7                 | 3     | —                   | 4          | 14:09       |
| T.J. Oshie          | 0   | 0       | 0     | –1  | 0                 | 2     | —                   | 1          | 17:56       |
| Dmitrij Orlov       | 0   | 0       | 0     | –2  | 2                 | 1     | —                   | 2          | 23:10       |
| Conor Sheary        | 0   | 0       | 0     | 0   | 0                 | 2     | —                   | 0          | 15:38       |
| Dylan Strome        | 0   | 0       | 0     | –2  | 0                 | 0     | 53                  | 0          | 15:29       |
| Trevor van Riemsdyk | 0   | 0       | 0     | 0   | 0                 | 0     | —                   | 0          | 22:40       |
| Källa:              |     |         |       |     |                   |       |                     |            |             |

##### Målvakt
| Spelare       | Skott mot sig | Räddningar | Insläppta mål | Räddningsprocent | Utvisningsminuter | Tid på isen |
| ------------- | ------------- | ---------- | ------------- | ---------------- | ----------------- | ----------- |
| Darcy Kuemper | 35            | 31         | 4             | 0,886            | 0                 | 60:00       |
| Källa:        |               |            |               |                  |                   |             |